# Małgorzata Gonzaga (1591–1632)
Margherita Gonzaga (ur. 2 października 1591 w Mantui, zm. 7 lutego 1632 w Nancy) – księżniczka Mantui, od śmierci teścia Karola III Wielkiego 14 maja 1608 księżna Lotaryngii i Bar.
Urodziła się jako córka księcia Mantui i Montferratu Wincentego I i jego żony księżnej Eleonory.
26 kwietnia 1606 poślubiła przyszłego księcia Lotaryngii i Bar Henryka II. Para miała cztery córki:
- córkę (1607–1607)
- Nicolę (1608–1657), żonę księcia Lotaryngii i Bar Karola IV
- córkę (1611–1611)
- Klaudię (1612–1648), żonę księcia Lotaryngii i Bar Mikołaja II